# Франскевич, Денис Валерьевич
Дени́с Вале́рьевич Франске́вич (6 июня 1981, Караганда, Казахская ССР, СССР) — российский и казахстанский хоккеист, вратарь; тренер вратарей.

## Клубная карьера
Воспитанник карагандинской «Юности». Профессиональную карьеру начал в Нижнекамске. Дебютировал за «Нефтехимик» в 2001 году. В своем третьем матче (против «Амура») Франскевич, по мнению тренерского штаба, сыграл неудачно и вскоре оказался в лениногорском «Нефтянике», выступавшем в то время в Высшей лиге. До 2005 года выступал в высшей лиге за лениногорцев, а также за тюменский «Газовик». В октябре 2003 года в гостевом матче против серовского «Металлурга» забросил шайбу.
Летом 2005 года Франскевич вернулся в «Нефтехимик», но, отыграв за 2 сезона лишь 33 матча, вновь оказался в Высшей лиге — на сей раз в екатеринбургском «Автомобилисте». «Автомобилист» в сезоне 2007-2008 дошёл до финала плей-офф, но по финансовым причинам принять участие в первом сезоне КХЛ не смог, в отличие от Франскевича, летом 2008 года перебравшегося в «Барыс».
Дебютировал в КХЛ 3 сентября 2008 года в выездном матче против «Нефтехимика», закончившемся победой «Барыса» в серии буллитов. В регулярном чемпионате сезона 2008/09 Франскевич провел 17 матчей. Летом 2009 года вратарь вернулся в «Автомобилист», которому предстояло дебютировать в Континентальной Хоккейной Лиге.

## Национальная сборная
Денис Франскевич играл за молодежную сборную России. 
Помимо этого выступал за студенческую сборную на Универсиаде в 2004.